# Liste der Kulturdenkmale in Oberpoyritz
Die Liste der Kulturdenkmale in Oberpoyritz umfasst jegliche Kulturdenkmale der Dresdner Gemarkung Oberpoyritz. Teile der Gemarkung gehören zum Denkmalschutzgebiet Elbhänge (in Kraft gesetzt am 28. März 1997). Auf dem Dorfplatz steht recht zentral das Naturdenkmal (ND 85) Stiel-Eiche Dorfplatz Oberpoyritz.

## Legende
- Bild: Bild des Kulturdenkmals, ggf. zusätzlich mit einem Link zu weiteren Fotos des Kulturdenkmals im Medienarchiv Wikimedia Commons. Wenn man auf das Kamerasymbol klickt, können Fotos zu Kulturdenkmalen aus dieser Liste hochgeladen werden:
- Bezeichnung: Denkmalgeschützte Objekte und ggf. Bauwerksname des Kulturdenkmals
- Lage: Straßenname und Hausnummer oder Flurstücknummer des Kulturdenkmals. Die Grundsortierung der Liste erfolgt nach dieser Adresse. Der Link (Karte) führt zu verschiedenen Kartendiensten mit der Position des Kulturdenkmals. Fehlt dieser Link, wurden die Koordinaten noch nicht eingetragen. Sind diese bekannt, können sie über ein Tool mit einer Kartenansicht einfach nachgetragen werden. In dieser Kartenansicht sind Kulturdenkmale ohne Koordinaten mit einem roten bzw. orangen Marker dargestellt und können durch Verschieben auf die richtige Position in der Karte mit Koordinaten versehen werden. Kulturdenkmale ohne Bild sind an einem blauen bzw. roten Marker erkennbar.
- Datierung: Baubeginn, Fertigstellung, Datum der Erstnennung oder grobe zeitliche Einordnung entsprechend des Eintrags in der sächsischen Denkmaldatenbank
- Beschreibung: Kurzcharakteristik des Kulturdenkmals entsprechend des Eintrags in der sächsischen Denkmaldatenbank, ggf. ergänzt durch die dort nur selten veröffentlichten Erfassungstexte oder zusätzliche Informationen
- ID: Vom Landesamt für Denkmalpflege Sachsen vergebene, das Kulturdenkmal eindeutig identifizierende Objekt-Nummer. Der Link führt zum PDF-Denkmaldokument des Landesamtes für Denkmalpflege Sachsen. Bei ehemaligen Kulturdenkmalen können die Objektnummern unbekannt sein und deshalb fehlen bzw. die Links von aus der Datenbank entfernten Objektnummern ins Leere führen. Ein ggf. vorhandenes Icon  führt zu den Angaben des Kulturdenkmals bei Wikidata.

## Liste der Kulturdenkmale in Oberpoyritz
| Bild                                    | Bezeichnung                                                                                              | Lage                       | Datierung                         | Beschreibung | ID       |
| --------------------------------------- | --- | -------------------------- | --------------------------------- | --- | -------- |
| Direkt Bild zu diesem Denkmal hochladen | Denkmalschutzgebiet Elbhänge                                                                             | (Karte)                    |                                   | Denkmalschutzgebiet Elbhänge (Satzung vom 9. Mai 1996), von ortsbildprägender, landschaftsgestaltender Bedeutung und damit von indifikationsbildender Wirkung | 09305812 |
| Direkt Bild zu diesem Denkmal hochladen | Wohnhaus in offener Bebauung                                                                             | Dorfplatz 1 (Karte)        | Anfang 19. Jh. (Wohnhaus)         | giebelständiger Putzbau mit Satteldach, als Zeugnis der ländlichen Architektur baugeschichtlich und ortsgeschichtlich von Bedeutung | 09218368 |
| Direkt Bild zu diesem Denkmal hochladen | Wohnstallhaus eines ehemaligen Dreiseithofes                                                             | Dorfplatz 2 (Karte)        | Mitte 19. Jh. (Wohnstallhaus)     | giebelständiger, langgezogener Putzbau mit Drempel, Satteldach, eingefasste Drillingsfenster und Oculus als besondere Gestaltungselemente im Giebel, charakteristisches Beispiel der dörflichen Architektur, baugeschichtlich und ortsgeschichtlich von Bedeutung | 09218367 |
| Direkt Bild zu diesem Denkmal hochladen | Wohnstallhaus, Scheune und Torpfeiler eines Bauernhofes                                                  | Dorfplatz 3 (Karte)        | 1. H. 19. Jh. (Wohnstallhaus)     | giebelständiges, langgestrecktes Wohnstallhaus mit Drempel und Satteldach, rechtwinklig dazu stehende Scheune mit drei durch Sandsteinquader eingefassten Torbögen, Drempel, Satteldach, als Zeugnis der ländlichen Architektur baugeschichtlich und ortsgeschichtlich von Bedeutung                                                                                 | 09211525 |
| Direkt Bild zu diesem Denkmal hochladen | Wohnstallhaus eines Bauernhofes                                                                          | Dorfplatz 6 (Karte)        | 1. H. 19. Jh. (Wohnstallhaus)     | neunachsiger Putzbau mit Satteldach, Natursteinfaschen, Traufgesims, als Zeugnis der ländlichen Architektur baugeschichtlich und ortsgeschichtlich von Bedeutung | 09211524 |
| Direkt Bild zu diesem Denkmal hochladen | Wohnstallhaus, Seitengebäude, beide mit Fachwerk im Obergeschoss, und Scheune eines Dreiseithofes        | Dorfplatz 7 (Karte)        | 2. H. 18. Jh. (Wohnstallhaus)     | markante ländliche Bauten, Wohnstallhaus und Seitengebäude mit Fachwerk im Obergeschoss, Teil eines historischen Dorfkerns auf dem Stadtgebiet von Dresden, bau- und stadtentwicklungsgeschichtlich bedeutend | 09211526 |
|                                         | Wegestein mit Schaft, Inschrift und außergewöhnlicher Kopfgestaltung                                     | Lohmener Straße (Karte)    | 2. V. 19. Jh. (Wegestein)         | mit Schaft, Inschrift und außergewöhnlicher Kopfgestaltung, bedeutend für Verkehrsgeschichte | 09300887 |
| Direkt Bild zu diesem Denkmal hochladen | Ehem. Schmiede                                                                                           | Lohmener Straße 14 (Karte) | 1. H. 19. Jh. (Schmiede)          | heute Wohnhaus, mit Krüppelwalmdach, teilweise Natursteinfaschen, als Zeugnis der ländlichen Architektur baugeschichtlich und ortsgeschichtlich von Bedeutung | 09211527 |
| Direkt Bild zu diesem Denkmal hochladen | Wohnstallhaus, Seitengebäude, Remise und Scheune eines Vierseithofes (Wohnhaus im Obergeschoss Fachwerk) | Lohmener Straße 22 (Karte) | 1. H. 19. Jh. (Wohnstallhaus)     | Wohnhaus mit Satteldach, im Obergeschoss Fachwerk, westliches, giebelständiges Seitengebäude mit Schleppdach, östliche massive Scheune mit Schleppdach und verbrettertem Giebeldreieck sowie eingeschossige Remise im Hof, in seiner Struktur gut erhaltener Bauernhof und Zeugnis der ehemaligen Dorfstruktur, baugeschichtlich und ortsgeschichtlich von Bedeutung | 09211530 |
| Direkt Bild zu diesem Denkmal hochladen | Wohnstallhaus und Seitengebäude eines Bauernhofes (Fachwerk)                                             | Weinbergsweg 20 (Karte)    | 1. H. 19. Jh. (Wohnstallhaus)     | Wohnstallhaus mit einseitig abgewalmtem Krüppelwalmdach, Obergeschoss Fachwerk, nördlich im Winkel dazu stehendes Seitengebäude mit Satteldach, charakteristisches Beispiel der dörflichen Architektur, baugeschichtlich und ortsgeschichtlich von Bedeutung | 09211528 |
| Direkt Bild zu diesem Denkmal hochladen | Wohnstallhaus, Seitengebäude, Scheune und Torpfeiler eines Dreiseithofes                                 | Weinbergsweg 21 (Karte)    | 1. Hälfte 19. Jh. (Wohnstallhaus) | östliches Wohnstallhaus mit Fachwerk im Obergeschoss und Krüppelwalmdach, westliches Seitengebäude mit Satteldach und nördliche Scheune, als Zeugnis der ehemaligen Dorfstruktur baugeschichtlich und ortsgeschichtlich von Bedeutung | 09211529 |